# Blackberry Storm
O Backberry Storm foi um telefone touchscreen da Research In Motion.

## Características
As principais características podem ser vistas no site de divulgação do Blackberry Storm.

### Sistema Operacional
O Storm utiliza o Blackberry OS adaptado para desempenhar o touchscreen, com a tecnologia ClickThrough, que transmite a sensação de "clique" ao usuário no tocar da tela, permitindo uma maior integração entre usuário e aparelho. Mantém a tradição dos Blackberrys de ser um bom administrador pessoal e de e-mails, sendo muito utilizado na vida corporativa como artifício para aumento da produtividade individual no meio administrativo e executivo das grandes empresas.

### Tela
Tela de LCD de 3,2", resolução de 480x360 pixels, multitouch com sistema SurePress (em tradução livre: certeza ao tocar), que transmite ao usuário a sensação de clique durante o toque.

### Conectividade
Possuia conectividade 3G usando as tecnologias CDMA/EVDO (dual-band), GSM/GPRS/EDGE (quad-band) e UMT/HSPA (single-band). Possui ainda conexão Bluetooth 2.0 e GPS interno.

### Câmera
Possuia câmera de 3.2 MP para fotos e filmagem com flash e auto-foco.

### Capacidade de armazenamento
Possui memória flash interna de 1GB, podendo ser expandida com uso de cartões microSD.

### Outros recursos
Possui acelerômetro, que permite que a tela seja girada de acordo com a posição do telefone.

### Especificações
- Sistema Operacional: Blackberry OS
- Tela: 3.2 polegadas touchscreen (multitouch)
- Resolução: 480x360 pixels
- Método de entrada: tela touchscreen (sensível ao toque), teclado virtual QWERTY
- Armazenamento: 1 GB memória flash interna, slot micro SD para expansão
- Rede: 3G: CDMA/EVDO (dual-band), GSM/GPRS/EDGE (quad-band) e UMT/HSPA (single-band)
- Email: BlackBerry® Enterprise Server for Microsoft® Exchange, BlackBerry® Enterprise Server for IBM® Lotus® Domino®, BlackBerry® Enterprise Server for Novell® GroupWise®, contas de email avulsas em POP3/IMAP
- Mensagens de texo: Instant Messaging, SMS e MMS
- Conectividade: Wi-Fi e Bluetooth® 2.1 estéreo
- Câmera: de 3,2 megapixel com flash e autofoco
- Mídia: Formatos de áudio: MP3, AAC, AAC+, eAAC+, WMA, WMA ProPlus. Formatos de vídeo: MPEG4 H.263, MPEG4 Part 2 Simple Profile, H.264, WMV. Formatos de Imagem: GIF, Animated GIF, JPEG, PNG, BMP
- Mapas: GPS interno (BlackBerry® Maps)
- Sensores: acelerômetro
- Sincronização com PC: adaptador micro USB 2.0 de alto desempenho
- Fone de ouvido: 3,5mm estéreo
- Bateria: 15 dias em espera, 5,5 horas (GSM) ou 6 horas (CDMA)
- Dimensões: 112,5×62,2×13,95 mm (4,43"×2,45"×0,55")
- Peso: 155 g (5,5 oz)